# Ковалевко (Цехановський повіт)
Ковалевко (пол. Kowalewko) — село в Польщі, у гміні Гліноєцьк Цехановського повіту Мазовецького воєводства.
Населення — 234 особи (2011).
У 1975-1998 роках село належало до Цехановського воєводства.

## Демографія
Демографічна структура станом на 31 березня 2011 року:
|          | Загалом | Допрацездатний вік | Працездатний вік | Постпрацездатний вік |
| -------- | ------- | ------------------ | ---------------- | -------------------- |
| Чоловіки | 117     | 29                 | 72               | 16                   |
| Жінки    | 117     | 28                 | 59               | 30                   |
| Разом    | 234     | 57                 | 131              | 46                   |